# Quo warranto
En common law, le quo warranto (latin : par quel mandat) est un bref de prérogative obligeant la personne à qui il est adressé à montrer quelle autorité elle a pour exercer un droit, un pouvoir ou un privilège exclusif qu'elle prétend détenir.

## Histoire
Avec la diffusion de la justice royale aux XIIe et XIIIe siècles, les droits exclusifs et libertés privées sont de plus en plus sollicités pour maintenir la paix du roi : agir contre « les malfaiteurs et les briseurs de paix, afin qu'il puisse paraître que vous êtes un amoureux de notre paix ». À partir de 1218, les circuits judiciaires royaux ont également commencé à utiliser l'ancien bref de quo warranto, une ordonnance du tribunal pour montrer une preuve d'autorité, par exemple « Par quel mandat êtes-vous le shérif ? », afin d'enquêter sur les origines de ces droits exclusifs. Une enquête de 1255 a commencé à faire l'examen de ces privilèges exclusifs dans tout le pays ; et la même enquête a été reprise par le roi Édouard Ier d'Angleterre en 1278, lorsqu'il a décrété dans le Statut de Gloucester que « Nous devons découvrir ce qui nous appartient, et qui nous est dû, ce qui appartient à autrui, et ce qui leur est dû ».
D'un certain point de vue, cela peut être considéré comme une tentative d'enquêter et de récupérer les terres, droits et droits exclusifs royaux en Angleterre, en particulier ceux perdus sous le règne de son père, le roi Henri III d'Angleterre,. D'un autre côté, il s'agissait moins d'une attaque contre les droits exclusifs que d'une clarification de ceux-ci :  d'après Hilda Johnstone, « l'objectif d'Édouard, c'est clair, n'était pas dès le départ l'abolition mais la définition ».
Une ambiguïté similaire entoure le rôle des juges que, de 1278 à 1294, Édouard dépêcha dans tout le royaume d'Angleterre pour enquêter « par quel mandat » les seigneurs anglais revendiquèrent leurs droits exclusifs et exercèrent leur pouvoir, y compris le droit de tenir un tribunal et de percevoir ses bénéfices. Certains des juges ont exigé des preuves écrites sous forme de chartes, d'autres ont accepté un plaidoyer de « titularité immémoriale » ; et de résistance  et la nature non enregistrée de nombreux actes de concession signifiait qu'en fin de compte, par le statut de quo warranto (1290), le principe était généralement admis que ces droits exercés pacifiquement depuis 1189, soit depuis le début du règne de Richard Ier (qui est la définition légale en Angleterre de l'expression « des temps immémoriaux »,) étaient légitimes.
Les plaidoyers quo warranto des règnes d'Édouard I, d'Édouard II et d'Édouard III ont été publiés par la Record Commission en 1818.

## Développements subséquents
L'exemple historique le plus célèbre de quo warranto fut l'action intentée contre la Corporation de la Cité de Londres par Charles II en 1683. La Cour du Banc du roi a décidé que la charte et les droits exclusifs de la ville de Londres étaient confisqués au profit de la Couronne, bien que ce jugement ait été annulé par la loi statutaire du Parlement London, Quo Warranto Judgment Reversed Act de 1689, peu de temps après la Glorieuse Révolution.
Mais le remodelage de la Cité de Londres n'était qu'une partie d'un remodelage plus large d'une quarantaine d'arrondissements parlementaires à charte par la Couronne , une politique reprise en 1688 par Jacques II, lorsque quelque trente-cinq nouvelles chartes ont été publiées après qu'un quo warranto ait produit l'abandon des anciennes. Ce remodelage par quo warranto ou plutôt cette dissolution des corporations parlementaires remet en contexte l'affirmation de Guillaume III selon laquelle « notre expédition n'est destinée à aucun autre but que de réunir un Parlement libre et légal », et a étayé l'accusation dans la Déclaration des droits à l'effet que James avait « violé la liberté électorale des membres appelés à servir au Parlement ».

## Le quo warranto aujourd'hui

### Droit américain
Aux États-Unis à l'époque actuelle, le quo warranto intervient généralement dans une affaire civile en tant que réclamation d'un demandeur (et donc il s'agit d'une cause d'action plutôt qu'un bref) à l'effet qu'un représentant du gouvernement ou d'une entreprise n'a pas été valablement élu à ce poste ou exerce à tort des pouvoirs au-delà (ou ultra vires) de ceux autorisés par la loi ou par la charte de la société.

### Droit australien
Les États australiens de Queensland et Nouvelle-Galles du Sud ont institué des lois de contrôle judiciaire qui ont aboli le bref de prérogative du quo warranto.

### Droit canadien
En droit administratif fédéral, le quo warranto est mentionné comme étant l'un des recours extraordinaires entrepris contre les offices fédéraux à l'article 18 (1) de la Loi sur les Cours fédérales.
Au Québec, le quo warranto a été aboli car le législateur a établi un nouveau régime de contrôle judiciaire qui ne fait plus mention des brefs de prérogative. La disposition de l'article 529 al. 1 par. 4  du Code de procédure civile explique toutefois en quoi consistait l'ancienne procédure du quo warranto, sans la mentionner expressément.

« La Cour supérieure saisie d’un pourvoi en contrôle judiciaire peut, selon l’objet du pourvoi, prononcer l’une ou l’autre des conclusions suivantes :
4°   destituer de sa fonction une personne qui, sans droit, occupe ou exerce une fonction publique ou une fonction au sein d’un organisme public, d’une personne morale, d’une société ou d’une association ou d’un autre groupement sans personnalité juridique »